# Lophopilio palpinalis
Lophopilio palpinalis is een hooiwagen uit de familie echte hooiwagens (Phalangiidae).